# Richard Luton Properties Canberra Women's Classic 2005
Richard Luton Properties Canberra Women's Classic 2005 — тенісний турнір, що проходив на відкритих кортах з твердим покриттям National Sports Club у Канберрі (Австралія). Це був 5-й за ліком Richard Luton Properties Canberra International. Належав до турнірів 5-ї категорії в рамках Туру WTA 2005. Тривав з 10 до 16 січня 2005 року.

## Учасниці основної сітки в одиночному розряді

### Сіяні пари
| Країна    | Гравчиня             | Рейтинг1 | Сіяна |
| --------- | -------------------- | -------- | ----- |
| Італія    | Сільвія Фаріна-Елія  | 20       | 1     |
| Ізраїль   | Анна Смашнова        | 32       | 2     |
| США       | Меган Шонессі        | 40       | 3     |
| Франція   | Маріон Бартолі       | 41       | 4     |
| Франція   | Емілі Луа            | 45       | 5     |
| Австралія | Ніколь Пратт         | 50       | 6     |
| Іспанія   | Марія Санчес Лоренсо | 51       | 7     |
| Італія    | Татьяна Гарбін       | 58       | 8     |

- 1 Рейтинг подано станом на 27 грудня 2004

### Інші учасниці
Нижче наведено учасниць, які отримали вайлдкард на участь в основній сітці:
- Монік Адамчак
- Лорен Бредмор

Нижче наведено гравчинь, які пробились в основну сітку через стадію кваліфікації:
- Катерина Бичкова
- Еві Домінікович
- Ана Іванович
- Ленка Немечкова

Як щасливий лузер в основну сітку потрапили такі гравчині:
- Мелінда Цінк

### Знялись з турніру
До початку турніру
- Катарина Среботнік → її замінила Мелінда Цінк

## Учасниці основної сітки в парному розряді

### Сіяні пари
| Країна  | Гравчиня             | Рейтинг1 | Країна     | Гравчиня             | Рейтинг1 | Сіяна |
| ------- | -------------------- | -------- | ---------- | -------------------- | -------- | ----- |
| Франція | Маріон Бартолі       | 37       | Німеччина  | Анна-Лена Гренефельд | 47       | 1     |
| Франція | Емілі Луа            | 31       | Люксембург | Клодін Шоль          | 72       | 2     |
| Італія  | Татьяна Гарбін       | 81       | Словенія   | Тіна Кріжан          | 59       | 3     |
| Чехія   | Габріела Навратілова | 62       | Чехія      | Міхаела Паштікова    | 88       | 4     |

- 1 Рейтинг подано станом на 27 грудня 2004

### Інші учасниці
Нижче наведено пари, які отримали вайлдкард на участь в основній сітці:
- Монік Адамчак /  Ніколь Кріз

Нижче наведено пари, що пробились в основну сітку через стадію кваліфікації:
- Юлія Бейгельзимер /  Сандра Клезель

Пари, що потрапили в основну сітку як щасливі лузери:
- Адріана Барна /  Анка Барна

### Знялись з турніру
До початку турніру
- Емілі Луа /  Клодін Шоль → її замінила Адріана Барна / Анка Барна

Під час турніру
- Маріон Бартолі /  Анна-Лена Гренефельд

## Переможниці та фіналістки

### Одиночний розряд
Ана Іванович —  Мелінда Цінк, 7–5, 6–1

### Парний розряд
Татьяна Гарбін /  Тіна Кріжан —  Габріела Навратілова /  Міхаела Паштікова, 7–5, 1–6, 6–4